# Nolasc Acarín i Tusell
Nolasc Acarín i Tusell (Barcelona, 28 de març de 1941) és un metge català, especialista en neurologia i psiquiatria per la Universitat de Barcelona.

## Biografia
Ha estat Secretari general de la Societat Espanyola de Neurologia (1976-78), cofundador de la Revista de Neurologia (1972), president de la Societat Catalana de Neurologia (1992-94), president del Centre de Analisis i Programes Sanitaris (1983-1993), president del IV Congrés de la European Neurological Society (1994), secretari general de la Conferència Nacional Alzheimer (1997-2001), i també és membre de l'American Academy of Neurology i de la Royal Society of Medicine. Acadèmic corresponent de la Reial Acadèmia de Medicina de Catalunya (des de 2001).
Actualment és president de Mutual Mèdica de Catalunya i Balears des de 1996, cap de la Secció de Neurologia de l'Hospital Universitari Vall d'Hebron a Barcelona i professor en la Facultat d'Humanitats de la Universitat Pompeu Fabra.
Va ser delegat de la Generalitat de Catalunya en la primera Comissió Mixta Estat-Generalitat (1977-1980). El 1980 fou redactor del Mapa Sanitari de Catalunya, el 200r membre del Consell Assessor de Sanitat de Catalunya i el 2005 vocal del Consell català d'especialitats en ciències de la salut. El 2008 va rebre la Creu de Sant Jordi en reconeixement de la seva destacada trajectòria professional com a impulsor de la neurologia i per la seva contribució a la igualtat d'oportunitats entre els gèneres i la defensa del dret dels immigrants a l'atenció sanitària i la integració social.

## Obres
- Las Miopatías (1982)
- Mapa sanitario de Cataluña (1982)
- La responsabilitat de l'acte mèdic (1985)
- Enfermedades vasculares del sistema nervioso central (1988)
- Marcadores biológicos y perspectivas terapeuticas en la enfermedad de Alzheimer (1989)
- Glosario de Neurología (1990)
- Declamed: definición, clasificación y estudio del paciente demenciado (1990)
- Demencias, inicio de una década (1991)
- Anticuerpos antigangliosidos en la esclerosis múltiple (1993)
- Cefalea (1997)
- El cerebro del rey (2001)